# Liste de films tournés à Shanghai
Ceci est une liste de longs métrages tournés ou comportant des scènes tournées à Shanghai.

## Liste des films
- 1932: Shanghai Express, avec Marlene Dietrich
- 1938: Le Drame de Shanghaï, de Georg Wilhelm Pabst
- 1941: The Shanghai Gesture, de Josef von Sternberg
- 1972: La Fureur de vaincre, avec Bruce Lee

### Années 1980
- 1984: Indiana Jones et le Temple maudit, avec Harrison Ford
- 1986: Shanghai Surprise, avec Madonna et Sean Penn
- 1987: Empire du soleil, de Steven Spielberg

### Années 1990
- 1992: Center Stage, de Stanley Kwan
- 1994: Fist of Legend (Jingwu yingxiong), avec Jet Li
- 1995: Shanghai Triad (Yao a yao yao dao waipo qiao, 1995), de Zhang Yimou
- 1996: Shanghai Grand, avec Leslie Cheung, Andy Lau et Ning Jing
- 1996: Temptress Moon (Feng yue, 1996), de Chen Kaige
- 1998: Armageddon
- 1998: Les Fleurs de Shanghai (Haishang hua), de Hou Hsiao-hsien
- 1998: Le Violon rouge

### Années 2000
- 2000: Shanghai Noon, avec Jackie Chan et Owen Wilson
- 2000: Suzhou River (Suzhou he), de Lou Ye
- 2001: Shaolin Soccer
- 2002: Balzac et la petite tailleuse chinoise
- 2003: Code 46, de Michael Winterbottom, avec Tim Robbins
- 2003: Shanghai Knights.
- 2003: Les Guerriers de l'empire céleste.
- 2003: Lara Croft : Tomb Raider, le berceau de la vie
- 2004: 2046
- 2004: Godzilla: Final Wars
- 2004: Crazy Kung-Fu, de Stephen Chow
- 2005: Everlasting Regret, de Stanley Kwan
- 2006: Le Maître d'armes, de Ronny Yu, avec Jet Li
- 2005: Smile.
- 2006: Le Maître d'armes.
- 2006: Mission impossible 3, avec Tom Cruise
- 2006: The Postmodern Life of My Aunt, de Ann Hui
- 2006: Le Voile des illusions, avec Edward Norton et Naomi Watts
- 2006: Ultraviolet, avec Milla Jovovich
- 2007: Les Quatre Fantastiques et le Surfer d'argent
- 2007: Lust, Caution avec Masahiro Motoki et Zhao Wei
- 2007: Shanghai Kiss, starring Ken Leung and Hayden Panettiere
- 2007: Les Seigneurs de la guerre
- 2008: Shaolin Basket.
- 2008: La Momie : La Tombe de l'empereur Dragon.
- 2008: Les Orphelins de Huang Shui.
- 2009: Transformers 2 : La Revanche (Transformers: Revenge of the Fallen).
- 2009: John Rabe.

### Années 2010
- 2010: Snow Flower and the Secret Fan, avec Li Bingbing et Gianna Jun de Lisa See et Wayne Wang.
- 2010: Lady Blue Shanghai, avec Marion Cotillard
- 2011: The Founding of a Party.
- 2012: Shanghai Calling, avec Daniel Henney.
- 2012: La Vérité si je mens ! 3, avec Gilbert Melki.
- 2012: Looper, avec Bruce Willis, Joseph Gordon-Levitt et Emily Blunt.
- 2012: Skyfall avec Daniel Craig.
- 2012: L'Homme aux poings de fer.
- 2013: Shanghai, I Love You.

## Sources
- (en) « Shanghai China », Filming Location, Internet Movie Database